# Тихі води
Тихі води (англ. Beneath Still Waters) — фільм жахів.

## Сюжет
Жителі міста, яке зберігло страшну давню таємницю, вирішують покинути його і затопити в штучному озері. Але 50 років потому прокляте місто оживає знову, і його примари погрожують смертю і божевіллям. Те, що здавалося далекою легендою, стає реальністю.

## У ролях
- Майкл МакКелл — Ден Квері
- Ракель Мероньо — Тереза Борджіа
- Шарлотта Солт — Клара Борджіа
- Патрік Гордон — Мордехай Салас
- Мануель Манкінья — Луїс
- Пілар Сото — Сюзана
- Діана Пенальвер — місіс Мартін
- Рікард Боррас — мер Лука
- Дамія Пленса — Антоніо
- Девід Мека — водолаз сарджент Едуардо
- Карлос Кастаньон — капітан поліції Келлер
- Хозе Марія Поу — Хуліо Гамбіне
- Омар Мунос — Луїс 10 років
- Сантьяго Пасаглія — Тео
- Ева Понт — член культу
- Норберто Моран — член культу
- Хьюго Меса — член культу
- Есперанса де ла Вега — член культу
- Антоніо Портільо — Роберто Борджіа
- Марія Боррего — оператор Беа
- Рікардо Бернбаум — звукооператор Начо
- Мансуето Манел — полісмен Бето
- Ігнасіо Санчез — полісмен Гонсалес
- Марія Бріонес — секретарка Луки
- Апарісіо Ріверо — батько Антоніо
- Фанні Кастро — мати Антоніо
- Пако Хідальго — водолаз лейтенант Русо
- Давід Пінілья — фельдшер
- Маріна Дюран — водій
- Алехандро Де Нова — Девід
- Гара Мунос — Саманта
- Хуан Орозко — юний Роберто Борджіа
- Кармела Кіхано — перелякана дівчина
- Бегона Каділус — породілля
- Хав'єр Ботет — Гуманоїд
- Марта Вегас — Гуманоїд
- Ясмін Еліас — брудна принцеса
- Ніко Байксас — керівник
- Фані де Кастро
- Ніккі Шіллер — брудна принцеса
- Аксель Керолін — Partygoer (в титрах не вказана)